# Wyzwolenie Tezeusza
Wyzwolenie Tezeusza (Op. 99) (Uwolniony Tezeusz fr. La Délivrance de Thésée) – opéra-minute, do której muzykę skomponował Darius Milhaud, z librettem napisanym przez Henriego Hoppenota. Krótka, jednoaktowa forma operowa, jej długość wynosi około 10 minut. Światowa prapremiera utworu odbyła się 20 kwietnia 1928 w Staatstheater w Wiesbaden.

## Osoby i typ głosu
- Arycja, ukochana Hipolita, mezzosopran,
- Fedra, druga żona Tezeusza, macocha Hipolita, sopran
- Hipolit, syn Tezeusza, baryton
- Teramenes, przyjaciel Hipolita, baryton
- Tezeusz, heros, tenor
- Chór Głosów z Oddali, sopran, alt, tenor, bas

## Treść opery
Fedra, druga żona Tezeusza, próbuje usidlić także jego syna, a gdy młodzieniec z miłości do Arycji nie chce ulec macosze, oskarża go przed mężem o próbę gwałtu. Rozgniewany heros wysyła więc Hipolita, aby walczył z potworem nękającym ich państwo. Chłopiec jednak ginie, a jego śmierć mści Teramenes, który zabija Fedrę. Musi jednak i on ponieść za ten czyn śmierć. Arycja, która straciła ukochanego łączy się zatem w czułym uścisku ze świeżo owdowiałym bohaterem.

## Komentarz
Opera powstała jako trzecia z cyklu krótkich opartych na wątkach mitologicznych dzieł Dariusa Milhauda na zamówienie Emila Hertzki, który zamówił dwie z nich. Bywa wystawiana najczęściej wraz z innymi, podobnie krótkimi formami operowymi: Porwaniem Europy (L'Enlèvement d'Europe) trwającym około 9. minut i Porzuceniem Ariadny (L'abandon d'Ariane), trwającym około 6. minut. Te krótkie utwory można traktować jako formę odpowiedzi Milhauda na postwagnerowski gigantyzm. Wykraczają one jednak daleko poza formę tylko muzycznego żartu. Kompozytor wraz z librecistą zadbali tutaj o dopracowanie szczegółów.